# Silodosin
Silodosin (tên thương mại Rapaflo (Hoa Kỳ), Silodyx (Châu Âu và Nam Phi), Rapilif (Ấn Độ), Silodal (Ấn Độ), Sildoo (Ấn Độ) Urief (Nhật Bản), Thrupas (Hàn Quốc), Urorec (Nga) là thuốc cho điều trị triệu chứng của tăng sản tuyến tiền liệt lành tính. Nó hoạt động như một chất đối vận α1 -adrenoceptor với uroselectivity cao (chọn lọc cho tuyến tiền liệt).

## Lịch sử
Silodosin đã nhận được phê duyệt tiếp thị đầu tiên tại Nhật Bản vào tháng 5 năm 2006 với tên thương mại là Urief, được hợp tác tiếp thị bởi Công ty TNHH Dược phẩm Kissei và Công ty TNHH Dược phẩm Daiichi Sankyo
Kissei đã cấp phép cho các quyền của Mỹ, Canada và Mexico đối với silodosin cho Watson Enterprises, Inc. vào năm 2004.
FDA chấp thuận silodosin vào ngày 9 tháng 10 năm 2008  Silodosin được bán trên thị trường dưới tên thương mại Rapaflo ở Mỹ và Silodyx ở châu Âu.

## Dược lý
Vì silodosin có ái lực cao với thụ thể adrenergic α1A, nên thực tế nó không gây hạ huyết áp thế đứng (trái ngược với các thuốc chẹn α1 khác). Mặt khác, tính chọn lọc cao dường như là nguyên nhân gây ra tác dụng phụ điển hình của silodosin làm mất phát xạ tinh.
Vì thuốc đối kháng adrenoceptor α 1A đang được nghiên cứu như một phương tiện để kiểm soát sinh đẻ do khả năng ức chế xuất tinh nhưng không đạt cực khoái, một thử nghiệm với 15 tình nguyện viên nam đã được thực hiện. Trong khi silodosin hoàn toàn hiệu quả trong việc ngăn chặn sự giải phóng tinh dịch ở tất cả các đối tượng, 12 trong số 15 bệnh nhân báo cáo sự khó chịu nhẹ khi đạt cực khoái. Những người đàn ông cũng báo cáo tác dụng phụ tâm lý của việc không hài lòng mạnh mẽ bởi sự thiếu xuất tinh của họ.